# 端拱
端拱（たんきょう）は、宋の太宗趙炅の治世に行われた3番目の年号。988年 - 989年。

## 西暦等との対照表
| 端拱 | 元年  | 2年   |
| 西暦 | 988年 | 989年 |
| 干支 | 戊子  | 己丑  |
| 遼   | 統和6 | 統和7 |